# Maurits de Baets
Maurice (Maurits) de Baets (Gent, 17 april 1863 - aldaar, 19 september 1931) was een Belgisch rooms-katholiek priester, kanunnik en hoogleraar.

## Biografie
Maurits de Baets was een zoon van Pierre de Baets, advocaat, journalist, gemeenteraadslid van Gent en volksvertegenwoordiger, en een broer van Herman de Baets, advocaat, rechtsgeleerde, hoogleraar, gemeenteraadslid van Gent en provincieraadslid van Oost-Vlaanderen.
Hij liep school in Gent en Eeklo en studeerde aan het seminarie van het bisdom Gent. Zijn priesteropleiding voltooide hij aan de Pauselijke Universiteit Gregoriana in Rome en behaalde er de diploma's van doctor in de filosofie (1883) en theologie (1887). In 1885 werd hij in Gent tot priester gewijd.
In 1890 werd de Baets professor theologie aan het Kleinseminarie van Sint-Niklaas. Kort daarop werd hij secretaris van bisschop Antoon Stillemans. In 1896 werd hij professor metafysica en theodicee aan het Hoger Instituut voor Wijsbegeerte in Leuven, waar hij geregeld met oprichter en directeur Désiré-Joseph Mercier in conflict kwam.
In 1906 werd hij titulair kanunnik en theologaal van de Bisschoppelijke Raad. Van 1906 tot 1931 was hij de president van het Grootseminarie van Gent. In 1909 werd hij tot vicaris-generaal benoemd. Stillemans droeg hem in 1911 als bisschop-coadjutor voor, maar dit stuitte op succesvol verzet van Charles Woeste en aartsbisschop Mercier. Na het overlijden van Stillemans in 1916 werd de Baets gezien als kandidaat-opvolger, maar andermaal werkte Mercier dit tegen.
Tijdens de Eerste Wereldoorlog kantte de Baets zich tegen het activisme, maar veroordeelde hij ook de anti-Vlaamse politiek van enkele Bisschoppen, waaronder Mercier.
In 1931 werd hij benoemd tot ereprelaat van Zijne Heiligheid en werd hij ook monseigneur. Hij overleed vier maanden later.